# Wow Cat (caballo)
Wow Cat (n. 2014) es una potranca purasangre chilena, de carreras. Es Hija del semental norteamericano Lookin at Lucky (Smart Strike) y de la yegua chilena Winter Cat por Cat Thief, criada en el haras Paso Nevado y defensora de las sedas del stud Vendaval, ambos de propiedad de Pedro Hurtado Vicuña. Su preparación en Chile estuvo a cargo de Carlos Urbina. Wow Cat corrió un total de 8 carreras, triunfando en todas sus salidas a la pista, destacando 5 clásicos de Grupo I entre ellos los clásicos Alberto Solari Magnasco y St. Leger, que la convirtieron en doble triplecoronada.

## Campaña 2 años
Wow Cat hizo su debut el 1 de abril de 2017 en el premio “Acida”, carrera condicional para hembras de 2 años no ganadoras, en esa ocasión su jinete fue Óscar Ulloa, y en condición de favorita pagando 2.60 derrotó a Espada Romana por amplios 8 cuerpos, marcando un crono de 1.18.65. 
Su segunda carrera corrida, sería el 29 de abril en los 1.500 metros del clásico de grupo III José Saavedra Baeza, desde esa carrera Jorge A. González sería su jinete, y en dicha ocasión sin haber sido la favorita derrotó por 3 cuerpos y medio a No Cacha Na. pagando un dividendo de 4.00. 
El sábado 17 de junio, disputó el clásico Tanteo de Potrancas, sin embargo en esta ocasión no sería tan fácil ya que la pista estaba barrosa, pero esto no fue obstáculo para atropellar por el centro de la pista en los últimos metros y derrotar por solo media cabeza a Sale a Sembrar, en esta ocasión volvería a tener la condición de favorita pagando 2 pesos. De este modo la mulata se convertiría en la campeona 2 años del 2017 en el Hipódromo Chile y de paso quedó en condición de aspirante a la Triple Corona Potrancas.

## Campaña 3 años
Poco menos de dos meses después de su triunfo en el Tanteo de Potrancas, Wow Cat hizo su reaparecida el 5 de agosto en los 1500 metros del clásico Juan Unzurrunzaga Nieto ocasión donde mantuvo su invicto en pista normal, ganando por amplia ventaja a su anterior escolta Sale a Sembrar, por 8 amplios cuerpos. Casi un mes después el 2 de septiembre amplía su invicto ganando en los 1600 metros del Clásico Grupo I Mil Guineas María Luisa Solari Falabella donde  derrotó nuevamente a Sale a Sembrar en esta ocasión por 4 cuerpos, de esta manera quedaba a solo una etapa de ganar la triple corona potrancas y pasaba a convertirse en aspirante a la triple corona del Chile junto con Leitone que ganó una semana después los 1.600 metros del grupo I Dos Mil Guineas.
Posteriormente el desafío sería mayor, llegaría la hora de enfrentarse a los machos en el Gran Criterium Mauricio Serrano Palma. El 7 de octubre, luego de 15 años consecutivos de triunfos de machos en dicha prueba, la defensora del Vendaval siendo la segunda más cotizada por el público, en los últimos 200 metros pasa al primer lugar con su tónica de carrera y derrota al favorito Leitone,  batiendo además el  récord de 1.56.27 para la distancia de 1900 metros. De esta manera la mulata quedaba como única aspirante a ambas Triples Coronas del Hipódromo Chile.
El sábado 4 de noviembre, disputó los 2000 metros del Clásico Alberto Solari Magnasco, y logra ampliar su invicto a 6 carreras corridas y ganadas, derrotando por amplios 12 cuerpos a Bacanesa, ya que su escolta Sale a Sembrar fue retirada, con este triunfo se convierte en la cuarta Triple Coronada Potrancas del Chile después de Cremcaramel, Printemps, y Amani. 
Luego de obtener el Clásico Alberto Solari Magnasco y la Triple corona Potrancas, el siguiente desafío sería la segunda etapa de la Triple corona nacional el St Leger. En un principio se habló la posibilidad de disputar la carrera del año contra el también invicto y cuádruple coronado del Club Hípico de Santiago Robert Bruce, también conducido por Jorge A. González. Sin embargo con el paso de los días esto se descartó ya que el ganador de El Ensayo, fue exportado a Estados Unidos, dejando así vacante la triple corona nacional. Finalmente fue inscrita en la carrera del año junto a otros 12 rivales entre ellas otras 2 hembras. El sábado 9 de diciembre de 2017, siguiendo su tónica en los últimos metros, Wow Cat logra triunfar en los 2.200 metros de la carrera del año, derrotando nuevamente a Leitone por amplios 5 cuerpos y medio y  de esta manera, logrando convertirse en la primera ejemplar en lograr ambas triples coronas, y en la primera hembra en lograr la triple corona del Chile. Con este triunfo Wow Cat logró una campaña perfecta sumando 8 carreras ganadas de forma invicta en toda su campaña.